# Cotinga à joues blanches
Zaratornis stresemanni
Espèce
Synonymes
- Ampelion stresemanni stresemanni Collar & Andrew (1988)[2]
- Ampelion stresemanni stresemanni Stotz & al. (1996)[2]
- Ampelion stresemanni[3]

Statut de conservation UICN

 NT C2a(i) : Quasi menacé
Le Cotinga à joues blanches (Zaratornis stresemanni) est une espèce de passereaux de la famille des Cotingidae.